# Montjoie-le-Château
Montjoie-le-Château település Franciaországban, Doubs megyében. Lakosainak száma 22 fő (2022. január 1.). Montjoie-le-Château Haute-Ajoie, Chamesol, Courtefontaine, Soulce-Cernay, Vaufrey és Villars-lès-Blamont községekkel határos.

## Népesség
A település népességének változása:
| Lakosok száma | 29   | 17   | 21   | 24   | 33   | 30   | 27   | 24   | 24   | 22   |
|               | 1968 | 1982 | 1990 | 2006 | 2013 | 2015 | 2017 | 2019 | 2020 | 2022 |